# Istituto Lorenzo Cobianchi
L'Istituto d'Istruzione Superiore "Lorenzo Cobianchi" è un'istituzione scolastica con sede a Verbania, istituito nel 1886 con Regio Decreto ed è dedicato all'imprenditore Lorenzo Cobianchi, deputato nel Parlamento del Regno di Sardegna e sindaco di Intra per 3 mandati. Rappresenta il più importante polo formativo di istituzione secondaria di secondo grado per la Provincia del Verbano-Cusio-Ossola. 

## Storia
Lorenzo Cobianchi redigendo il proprio testamento il 15 luglio 1874, lasciò come volontà personale la creazione di una scuola di Arti e Mestieri ad Intra, portante il proprio nome, su modello di una scuola già esistente a Biella. In quel periodo storico fu il primo privato ad elargire lasciti in favore dell'istruzione: seguirono il suo esempio Giuseppe Omar a Novara (1895) e Ferdinando Bocconi con l'Università commerciale Luigi Bocconi (1902).

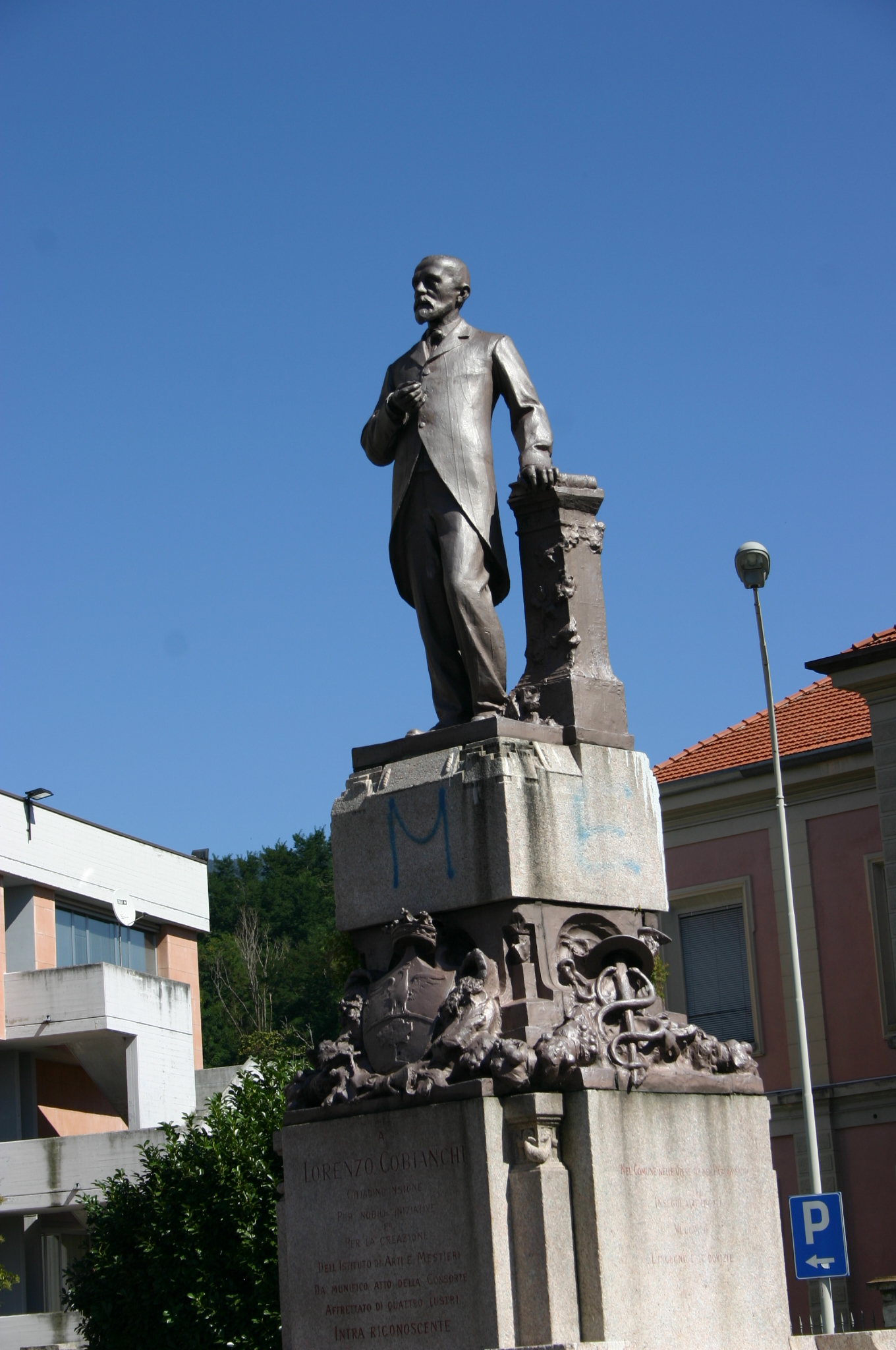
La statua di Lorenzo Cobianchi davanti all'edificio

Con la morte del politico, nel settembre 1881, la moglie Luisa Brielli e i nipoti Ernesto Casana e Giovanni Grugnola, si misero all'opera affinché l'opera di Lorenzo Cobianchi potesse nascere; con il Regio decreto 4 giugno 1882 venne riconosciuto L'Ente Morale Fondazione Cobianchi, mentre con un Regio Decreto del 21 febbraio 1886 venne riconosciuta la Scuola professionale L. Cobianchi, la quale aveva già iniziato ad erogare i corsi dal 4 gennaio del medesimo anno; i corsi attivati erano biennali nel campo meccanico e tintoria chimica, ai quali si accedeva come specializzazione post-elementare. Il primo anno scolastico intero (1886/1887) contò 18 iscritti per il corso diurno e 88 per il corso serale.
Nei primi 3 anni di fondazione, le lezioni furono svolte in locali messi a disposizione dalla città di Intra. Nel 1889 fu completato l'edificio, nelle quali vennero spostate tutte le lezioni; la struttura, novità architettonica per il tempo, nel 1900 vinse il primo premio all'esposizione universale di Parigi, nella sezione edilizia scolastica. Il 30 agosto 1903 venne inaugurata, dinanzi all'edificio, la statua in bronzo di Lorenzo Cobianchi, opera dall'artista Cesare Villa. 

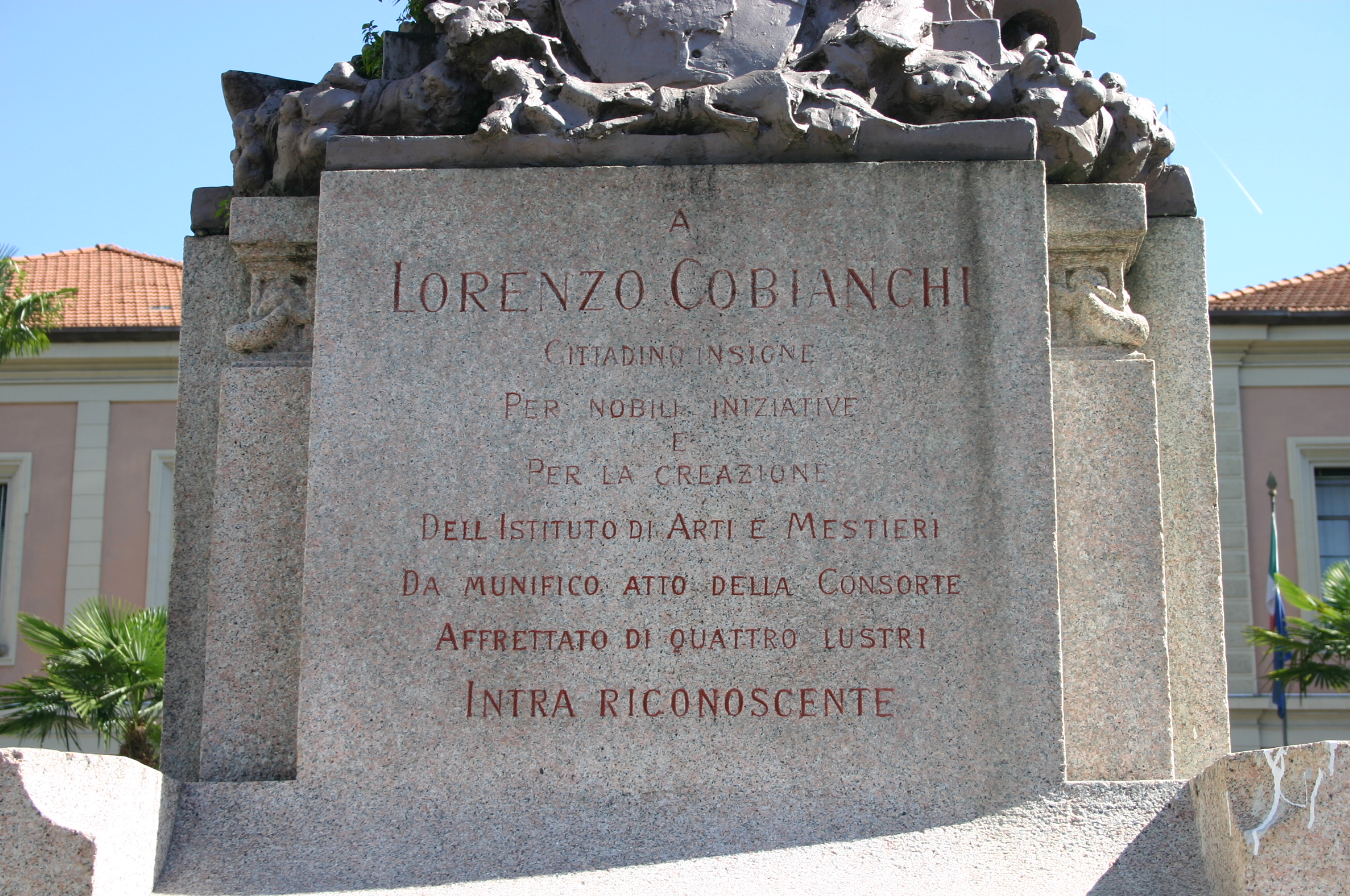
Iscrizione alla base del monumento

Nel 1919 l'Istituto da scuola professionale divenne Istituto professionale e nel 1933 si trasformò in Istituto Tecnico Industriale e assunse la denominazione di Regio Istituto Tecnico Industriale Lorenzo Cobianchi; in questi primi decenni del XX secolo le tre specializzazioni cardini furono Chimica, Elettrotecnica e Meccanica, i tre settori principali della produzione nazionale. L'Istituto acquisiva una fama a livello nazionale e difatti la provenienza degli studenti era su ampia scala (oltre VCO e novarese, gli studenti provenivano dal varesotto, comasco e persino da Sicilia e Puglia), con possibilità di pernottamento in una Casa-Studenti poco lontana della scuola, per coloro provenienti da molto lontano.
Nel 1947 nasce l'Associazione Ex Allievi, la quale aveva come scopo la promozione del Cobianchi; dal giugno 1949 al maggio 1952 distribuì ai tesserati, una rivista trimestrale, la quale cessò per motivi economici e l'ultimo convegno dell'Associazione avvenne nel 1971. Tuttavia nel 1987 si riprese l'idea di questo ente e il 29 maggio dell'anno successivo venne convocata una prima assemblea generale; attualmente il raduno Ex Allievi avviene nel mese di ottobre.
Nel 1962 aprì una sezione distaccata a Borgomanero, nel 1967 una a Domodossola, ora entrambe scuole autonome.
Nel 1971 vennero avviati i corsi di Informatica industriale, mentre nel 1974 presero vita i corsi Linguistico Moderno e Scienze Umane Sociali.
Nel 1983 l'istituto venne ampliato con la costruzione di due corpi laterali, nel 1984 nasce l'indirizzo Elettronica, nel 1993 l'indirizzo Scientifico-Tecnologico e nel 1994 l'indirizzo Biologico. A partire dal 2003, tramite corsi serali, vennero erogati corsi universitari (tramite Università degli Studi di Torino e Politecnico di Torino), affini alle scienze chimiche e dal 2006 corsi di Ingegneria informatica ed Ingegneria elettronica; questo progetti durarono alcuni anni, prima di essere dismessi. Il 6 marzo 2009, tramite delibera del Consiglio Regionale ha assunto la denominazione ancora in uso di Istituto d'Istruzione Superiore. 

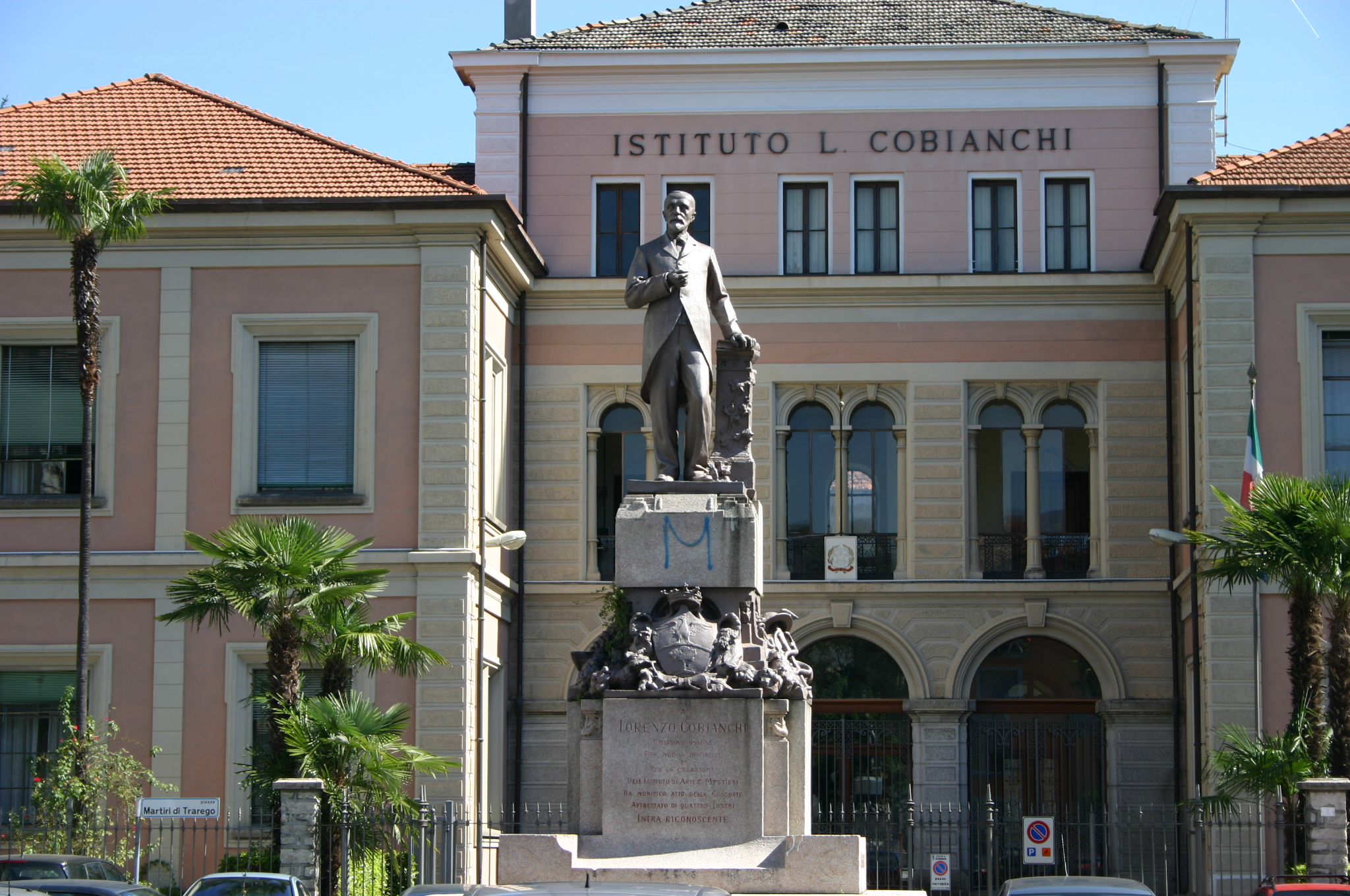
La statua di Lorenzo Cobianchi e l'edificio alle sue spalle

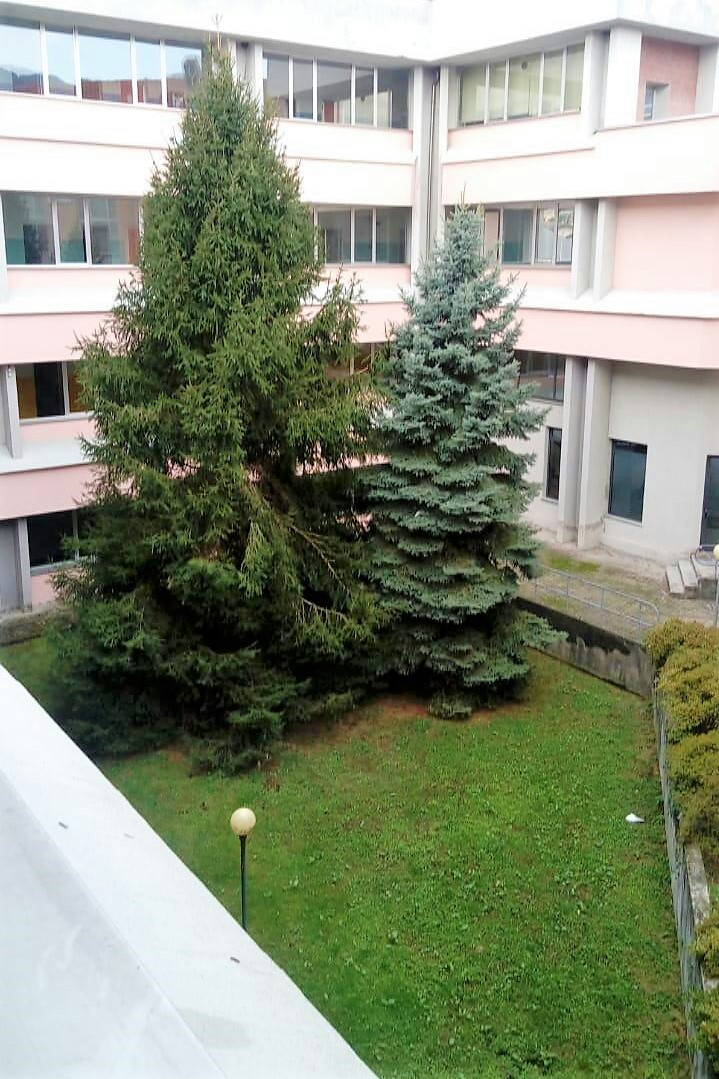
Cortile interno dell'edificio

A partire dall'anno scolastico 2014/2015 l'indirizzo Scienze Umane Sociali/Liceo delle Scienze Umane viene trasferito al Liceo classico Cavalieri (sempre a Verbania); tuttavia dall'anno scolastico 2018/2019 si avvia l'opzione economico-sociale inerente al Liceo delle Scienze Umane.

## L'istituto oggi
I corsi attualmente erogati dall'istituto sono 7 (4 tecnici e 3 liceali), aventi 12 classi di indirizzo.

### Corsi

#### Tecnico
- Chimica, Materiali e Biotecnologie (articolazioni: Ambientale, Sanitario, Materiali)
- Elettronica ed Elettrotecnica (articolazioni: Elettronica, Elettrotecnica)
- Informatica e Telecomunicazioni (articolazioni: Informatica, Telecomunicazioni)
- Meccanica, Meccatronica ed Energia (articolazioni: Meccanica e Meccatronica, Energia)

#### Liceo
- Liceo linguistico
- Liceo scientifico (opzione:scienze applicate)
- Liceo delle scienze umane (opzione: economico-sociale)

### Dati
La scuola possiede attualmente circa 2000 alunni ed è dotata di 59 classi, 6 aule speciali, 32 laboratori, 1 auditorium, 1 aula magna, 1 biblioteca (dotata di circa 19000 volumi), 1 palestra (più l'uso del PalaBattisti per le ore di Educazione Fisica) con circa 200 docenti.

## Progetti
L'istituto negli anni è stato promotore di iniziative scolastiche ed extrascolastiche, inerenti molti ambiti: Olimpiadi internazionali della matematica, Progetto Erasmus, concorso di poesia, scambi linguistici-culturali, giochi sportivi studenteschi provinciali, gare di robotica, oltre a tutti i laboratori (Chimica, Biologia, Microbiologia, Meccanica, Informatica ecc.) affini ai corsi didattici.

## Presidi
| Cronologia | Nome preside           | Inizio carica | Fine carica |
| ---------- | ---------------------- | ------------- | ----------- |
| 1°         | Angelo Arturo Pozzi    | 1886          | 1912        |
| 2°         | Armando Coscia         | 1912          | 1946        |
| 3°         | Giuseppe Sozzetti      | 1946          | 1966        |
| 4°         | Giuseppe Bozzuto       | 1966          | 05/1969     |
| 5°         | Alessandro Pastormerlo | 05/1969       | 09/1969     |
| 6°         | Giulio Cesare Rattazzi | 1969          | 1972        |
| 7°         | Mario Senaldi          | 1972          | 1973        |
| 8°         | Giulio Cesare Rattazzi | 1973          | 1977        |
| 9°         | Franco Bozzuto         | 1977          | 2006        |
| 10°        | Pierantonio Ragozza    | 2006          | 2009        |
| 11°        | Emilio di Biase        | 2009          | 2016        |
| 12°        | Vincenza Maselli       | 2016          | in carica   |